# Keniaanse roestmus
De Keniaanse roestmus (Passer rufocinctus) is een zangvogel uit de familie van mussen (Passeridae).

## Verspreiding en leefgebied
Deze soort komt voor in oostelijk Afrika, met name in Kenia en Tanzania.
Type locality: Lake Naivasha [Kenya].